# Campeonato Catarinense de Futebol de 2012 - Divisão Principal
O Campeonato Catarinense de Futebol da Divisão Principal de 2012 foi a 89ª edição da principal divisão do futebol catarinense. A disputa ocorreu entre 22 de janeiro e 25 de maio, com 10 clubes participantes e foi organizada pela Federação Catarinense de Futebol. O Avaí foi o campeão após vencer as duas partidas finais contra o Figueirense, totalizando o placar de 5 a 1.

## Regulamento

### Primeiro turno
Os dez participantes jogam todos contra todos, em turno único. A equipe que mais somar pontos será considerada campeã desta fase e estará automaticamente classificada para as Semifinais.

### Segundo turno
Os dez participantes jogam todos contra todos, em turno único, mas com o mando de campo invertido em relação ao turno. A equipe que mais somar pontos será considerada campeã desta fase e estará automaticamente classificada para as Semifinais.

### Semifinal
Será disputada pelos vencedores do Turno e do Returno, além dos 2 (dois) times que, considerando-se a soma dos pontos dos dois turnos fizerem as melhores campanhas do certame. Caso uma equipe vença os dois turnos, as semifinais serão compostas, além da campeã dos dois turnos, pelas 3(três) melhores equipes no índice técnico.
Nesta fase é classificada à final a equipe que, ao final da partida de volta, obtiver o maior número de pontos ganhos nas duas partidas da semifinal. Caso houver um empate, será considerado o saldo de gols. Caso ainda houver o empate, é considerada vencedora a equipe que realizar a segunda partida em casa.

### Final
A final será disputada em duas partidas envolvendo os vencedores das semifinais. O clube de melhor campanha terá direito a mando de campo no segundo jogo.
É considerada vencedora da disputa a equipe que, ao final da partida de volta, obtiver o maior número de pontos ganhos nas duas partidas da semifinal. Caso houver um empate, será considerado o saldo de gols. Caso ainda houver o empate, o vencedor é conhecido após uma disputa de pênaltis.

### Critérios de desempate
Caso haja empate de pontos entre dois clubes, os critérios de desempates serão aplicados na seguinte ordem:
1. Número de vitórias
2. Saldo de gols
3. Gols marcados
4. Confronto direto
5. Número de cartoes vermelhos
6. Número de cartoes amarelos
7. Sorteio

### Rebaixamento
Os dois últimos clubes na classificação geral, são os rebaixados para a Divisão Especial de 2013 (equivalente a segunda divisão de Santa Catarina).

## Equipes participantes
| Equipe              | Cidade        | Em 2011                | Estádio                            | Capacidade | Títulos (mais recente) |
| ------------------- | ------------- | ---------------------- | ---------------------------------- | ---------- | ---------------------- |
| Atlético de Ibirama | Ibirama       | 2º (Divisão Especial)  | Baixada                            | 6.000      | 0 (não possui)         |
| Avaí                | Florianópolis | 4º (Divisão Principal) | Ressacada                          | 17.800     | 15 (2010)              |
| Brusque             | Brusque       | 6º (Divisão Principal) | Augusto Bauer                      | 5.000      | 1 (1992)               |
| Camboriú            | Camboriú      | 1º (Divisão Especial)  | Robertão                           | 3.500      | 0 (não possui)         |
| Chapecoense         | Chapecó       | 1º (Divisão Principal) | Arena Condá                        | 15.000     | 4 (2011)               |
| Criciúma            | Criciúma      | 2º (Divisão Principal) | Heriberto Hülse                    | 22.000     | 9 (2005)               |
| Figueirense         | Florianópolis | 3º (Divisão Principal) | Orlando Scarpelli                  | 19.069     | 15 (2008)              |
| Joinville           | Joinville     | 5º (Divisão Principal) | Arena Joinville                    | 22.400     | 12 (2001)              |
| Marcílio Dias       | Itajaí        | 8º (Divisão Principal) | Hercílio Luz                       | 12.500     | 1 (1963)               |
| Metropolitano       | Blumenau      | 7º (Divisão Principal) | Complexo Esportivo Bernardo Werner | 6.000      | 0 (não possui)         |

## Primeiro turno
| 1 | Figueirense      | 20 | 9 | 6 | 2 | 1 | 27 | 12 | 15  | 74,0 |
| 2 | Chapecoense      | 18 | 9 | 5 | 3 | 1 | 14 | 9  | 5   | 66,6 |
| 3 | Metropolitano    | 16 | 9 | 5 | 1 | 3 | 16 | 13 | 3   | 59,2 |
| 4 | Avaí             | 15 | 9 | 5 | 0 | 4 | 14 | 11 | 3   | 55,5 |
| 5 | Atlético Ibirama | 14 | 9 | 4 | 2 | 3 | 16 | 13 | 3   | 51,8 |
| 6 | Joinville        | 12 | 9 | 3 | 3 | 3 | 17 | 14 | 3   | 44,4 |
| 7 | Criciúma         | 12 | 9 | 3 | 3 | 3 | 21 | 19 | 2   | 44,4 |
| 8 | Camboriú         | 9  | 9 | 3 | 0 | 6 | 7  | 14 | -7  | 33,3 |
| 9 | Marcílio Dias    | 6  | 9 | 1 | 3 | 5 | 9  | 22 | -13 | 22,2 |
| 10 | Brusque          | 4  | 9 | 1 | 1 | 7 | 4  | 18 | -14 | 14,8 |
| PG - pontos ganhos; J - jogos; V - vitórias; E - empates; D - derrotas; GP - gols pró; GC - gols contra; SG - saldo de gols; AP - aproveitamento em porcentagem |                  |    |   |   |   |   |    |    |     |      |

|  |                                              |
|  | Classificação à fase semifinal do campeonato |

 
|

## Segundo turno
| 1 | Figueirense      | 20 | 9 | 6 | 2 | 1 | 24 | 11 | 13  | 74,1 |
| 2 | Joinville        | 19 | 9 | 6 | 1 | 2 | 21 | 11 | 10  | 70,4 |
| 3 | Avaí             | 17 | 9 | 5 | 2 | 2 | 20 | 9  | 11  | 63,0 |
| 4 | Criciúma         | 15 | 9 | 5 | 0 | 4 | 19 | 12 | 7   | 55,6 |
| 5 | Chapecoense      | 15 | 9 | 4 | 3 | 2 | 18 | 13 | 5   | 55,6 |
| 6 | Atlético Ibirama | 14 | 9 | 4 | 2 | 3 | 18 | 19 | -1  | 51,9 |
| 7 | Metropolitano    | 13 | 9 | 4 | 1 | 4 | 15 | 18 | -3  | 48,1 |
| 8 | Camboriú         | 10 | 9 | 3 | 1 | 5 | 12 | 21 | -9  | 37,0 |
| 9 | Brusque          | 4  | 9 | 1 | 1 | 7 | 7  | 16 | -9  | 14,8 |
| 10 | Marcílio Dias    | 1  | 9 | 0 | 1 | 8 | 6  | 30 | -24 | 3,7  |
| PG - pontos ganhos; J - jogos; V - vitórias; E - empates; D - derrotas; GP - gols pró; GC - gols contra; SG - saldo de gols; AP - aproveitamento em porcentagem |                  |    |   |   |   |   |    |    |     |      |

|  |                                              |
|  | Classificação à fase semifinal do campeonato |

|}

### Confrontos
|                   | AVA | BRU | CAM | CHA | CRI | FIG | HER | JOI | MAR | MET |
| ----------------- | --- | --- | --- | --- | --- | --- | --- | --- | --- | --- |
| Avaí              | —   | 2–0 | 3–0 | 0–0 | 3–2 | 0–1 | 2–1 | 1–0 | 6–1 | 0–1 |
| Brusque           | 0–1 | —   | 1–2 | 0–1 | 0–1 | 1–2 | 0–3 | 1–2 | 2–2 | 1–2 |
| Camboriú          | 1–0 | 2–0 | —   | 3–3 | 1–2 | 1–5 | 0–1 | 1–3 | 2–0 | 0–1 |
| Chapecoense       | 1–0 | 2–2 | 2–1 | —   | 3–1 | 3–1 | 2–3 | 4–1 | 2–0 | 1–1 |
| Criciúma          | 0–2 | 3–0 | 7–0 | 1–1 | —   | 2–0 | 3–0 | 2–2 | 2–2 | 2–3 |
| Figueirense       | 2–2 | 4–0 | 3–2 | 3–0 | 5–4 | —   | 3–1 | 3–3 | 5–0 | 3–1 |
| Hermann Aichinger | 3–2 | 3–1 | 2–1 | 2–2 | 4–3 | 1–1 | —   | 1–0 | 3–3 | 2–3 |
| Joinville         | 3–0 | 2–0 | 0–1 | 3–1 | 3–0 | 2–2 | 2–1 | —   | 5–0 | 2–1 |
| Marcílio Dias     | 2–5 | 1–2 | 0–1 | 0–2 | 1–3 | 0–4 | 2–1 | 1–1 | —   | 0–3 |
| Metropolitano     | 2–5 | 0–1 | 2–0 | 0–2 | 1–2 | 0–4 | 2–2 | 5–4 | 3–0 | —   |

| Vitória do mandante; Vitória do visitante; Empate. | Em negrito os jogos "clássicos". |

### Desempenho por rodada
Clubes que lideraram o campeonato ao final de cada rodada(Pontuação Geral):
| Rodadas | Rodadas | Rodadas | Rodadas | Rodadas | Rodadas | Rodadas | Rodadas | Rodadas | Rodadas | Rodadas | Rodadas | Rodadas | Rodadas | Rodadas | Rodadas | Rodadas | Rodadas |
| ------- | ------- | ------- | ------- | ------- | ------- | ------- | ------- | ------- | ------- | ------- | ------- | ------- | ------- | ------- | ------- | ------- | ------- |
| 1       | 2       | 3       | 4       | 5       | 6       | 7       | 8       | 9       | 10      | 11      | 12      | 13      | 14      | 15      | 16      | 17      | 18      |
| FIG     | CHA     | CHA     | CHA     | CHA     | AVA     | CHA     | FIG     | FIG     | FIG     | FIG     | FIG     | FIG     | FIG     | FIG     | FIG     | FIG     | FIG     |

Clubes que ficaram na última posição do campeonato ao final de cada rodada:
| Rodadas | Rodadas | Rodadas | Rodadas | Rodadas | Rodadas | Rodadas | Rodadas | Rodadas | Rodadas | Rodadas | Rodadas | Rodadas | Rodadas | Rodadas | Rodadas | Rodadas | Rodadas |
| ------- | ------- | ------- | ------- | ------- | ------- | ------- | ------- | ------- | ------- | ------- | ------- | ------- | ------- | ------- | ------- | ------- | ------- |
| 1       | 2       | 3       | 4       | 5       | 6       | 7       | 8       | 9       | 10      | 11      | 12      | 13      | 14      | 15      | 16      | 17      | 18      |
| MAR     | CRI     | MAR     | MAR     | MAR     | MAR     | MAR     | MAR     | BRU     | BRU     | BRU     | BRU     | BRU     | BRU     | BRU     | MAR     | MAR     | MAR     |

## Semi Final
|  | Semifinais  | Semifinais  | Semifinais | Semifinais |   |      | Final | Final | Final | Final |
|  |             |             |            |            |   |      |       |       |       |       |
|  | Chapecoense | 1           | 1          | 2          |   |      |       |       |       |       |
|  | Avaí        | 1           | 2          | 3          |   |      |       |       |       |       |
|  | Avaí        | 1           | 2          | 3          |   | Avaí | 3     | 2     | 5     |       |
|  |             |             |            |            |   | Avaí | 3     | 2     | 5     |       |
|  |             | Figueirense | 0          | 1          | 1 |      |       |       |       |       |
|  | Joinville   | Figueirense | 0          | 1          | 1 | 1    | 1     | 2     |       |       |
|  | Joinville   |             |            |            |   | 1    | 1     | 2     |       |       |
|  | Figueirense | 1           | 3          | 4          |   |      |       |       |       |       |

## Final
Ida
| 6 de maio | Avaí                                              | 3 - 0  | Figueirense | Ressacada, Florianópolis                                    |
| 16:00     | Nunes 32' · Felipe Alves 48' · Cléber Santana 55' | Súmula |             | Público: 16 434 Árbitro: SC Paulo Henrique de Godoy Bezerra |

Volta
| 13 de maio | Figueirense      | 1 - 2  | Avaí                                         | Estádio Orlando Scarpelli, Florianópolis                    |
| 16:00      | Jean Deretti 86' | Súmula | 60' Cléber Santana · 72' Laércio Carreirinha | Público: 16 994 Árbitro: SC Paulo Henrique de Godoy Bezerra |

## Premiação
| Campeonato Catarinense de 2012 |
| ------------------------------ |
|                                |
| Avaí Campeão (16º título)      |

## Classificação geral
Atualizado em 08 de abril de 2012.
| 1 | Figueirense       | 40 | 18 | 12 | 4 | 2  | 51 | 23 | 28  | 74,1 |
| 2 | Chapecoense       | 33 | 18 | 9  | 6 | 3  | 32 | 22 | 10  | 61,2 |
| 3 | Avaí              | 32 | 18 | 10 | 2 | 6  | 34 | 20 | 14  | 59,3 |
| 4 | Joinville         | 31 | 18 | 9  | 4 | 5  | 38 | 25 | 13  | 57,4 |
| 5 | Metropolitano     | 29 | 18 | 9  | 2 | 7  | 31 | 31 | 0   | 53,7 |
| 6 | Hermann Aichinger | 28 | 18 | 8  | 4 | 6  | 35 | 32 | 2   | 51,9 |
| 7 | Criciúma          | 27 | 18 | 8  | 3 | 7  | 40 | 31 | 9   | 50,0 |
| 8 | Camboriú          | 19 | 18 | 6  | 1 | 11 | 19 | 35 | -16 | 35,2 |
| 9 | Brusque           | 8  | 18 | 2  | 2 | 14 | 12 | 35 | -23 | 14,8 |
| 10 | Marcílio Dias     | 7  | 18 | 1  | 4 | 13 | 15 | 52 | -37 | 13,0 |
| PG - pontos ganhos; J - jogos; V - vitórias; E - empates; D - derrotas; GP - gols pró; GC - gols contra; SG - saldo de gols; AP - aproveitamento em porcentagem |                   |    |    |    |   |    |    |    |     |      |

Obs: O Brusque está classificado para o Campeonato Brasileiro de Futebol de 2012 - Série D, por ter sido vice-campeão da Copa Santa Catarina de 2011 só que desistiu e cedeu a vaga ao companheiro de rebaixamento, o Marcílio Dias.

|  |                                                           |
|  | Classificado à semifinal por vencer o Turno ou o Returno. |
|  | Classificação à semifinal pelo índice técnico.            |
|  | Rebaixamento à Divisão Especial de 2013.                  |

## Artilharia
| Gols | Jogador        | Time                |
| ---- | -------------- | ------------------- |
| 14   | Aloísio        | Figueirense         |
| 14   | Rafael Costa   | Metropolitano       |
| 12   | Lima           | Joinville           |
| 12   | Zé Carlos      | Criciúma            |
| 9    | Bruno Rangel   | Joinville           |
| 8    | Adriano        | Atlético de Ibirama |
| 8    | Júlio César    | Figueirense         |
| 8    | Lucca          | Criciúma            |
| 7    | Cléber Santana | Avaí                |
| 7    | Roni           | Figueirense         |
| 6    | Fabiano        | Chapecoense         |
| 6    | Eliomar        | Chapecoense         |
| 6    | Felipe Alves   | Avaí                |
| 6    | Maurinho       | Metropolitano       |
| 5    | Matosinho      | Atlético de Ibirama |
| 5    | Mateus Paraná  | Atlético de Ibirama |
| 5    | Luiz Fernando  | Figueirense         |

## Maiores públicos
| Nº | Público[PP] | Mandante    | Placar | Visitante     | Estádio           | Data            | Rodada        |
| -- | ----------- | ----------- | ------ | ------------- | ----------------- | --------------- | ------------- |
| 1  | 16 994      | Figueirense | 1–2    | Avaí          | Orlando Scarpelli | 13 de maio      | Final (Volta) |
| 2  | 16 434      | Avaí        | 3–0    | Figueirense   | Ressacada         | 6 de maio       | Final (Ida)   |
| 3  | 14 734      | Figueirense | 2–2    | Avaí          | Orlando Scarpelli | 1 de abril      | 16ª           |
| 4  | 11 384      | Figueirense | 3–1    | Joinville     | Orlando Scarpelli | 29 de abril     | 2ª Semi       |
| 5  | 9 851       | Joinville   | 3–0    | Criciúma      | Arena Joinville   | 1º de abril     | 16ª           |
| 6  | 9 731       | Joinville   | 2–1    | Metropolitano | Arena Joinville   | 25 de março     | 14ª           |
| 7  | 9 121       | Avaí        | 0–1    | Figueirense   | Ressacada         | 12 de fevereiro | 7ª            |
| 8  | 9 081       | Figueirense | 3–3    | Joinville     | Orlando Scarpelli | 11 de março     | 12ª           |
| 9  | 8 746       | Joinville   | 5–0    | Marcílio Dias | Arena Joinville   | 04 de março     | 11ª           |
| 10 | 8 471       | Figueirense | 3–0    | Chapecoense   | Orlando Scarpelli | 25 de março     | 14ª           |

## Transmissão
A RBS TV (afiliada da Rede Globo) deteve todos os direitos de transmissão para a temporada de 2012 pela TV aberta e em pay-per-view, através do canal Premiere FC. O canal aberto manteve o contrato de três anos, assinado em 2010 com a Associação de Clubes.
Na TV aberta, houve a cobertura de praticamente todas as rodadas. Os jogos foram transmitidos para todo o estado, menos para a região onde foram realizadas as partidas. As duas exceções se deram com os dois clássicos na final.
Mudando praticamente toda a filosofia dos outros anos, a RBS TV priorizou em 2012 os clássicos entre os quatro grandes, transmitindo todos os confrontos, inclusive em Florianópolis, com exceção dos dois clássicos da capital. Além disso, pela primeira vez, houve a transmissão de jogos simultâneos, com as duas últimas rodadas do turno e com a última do returno.
No pay per view, a princípio, ficou garantida a transmissão de todos os jogos de Avaí, Figueirense e Criciúma, com exceção das rodadas final. O Joinville voltou a ter direito a praticamente todas as partidas.

### Jogos transmitidos pela RBS TV

#### 1º Turno
- 1ª rodada - Chapecoense 1–0 Avaí - 22 de janeiro (Dom) - 17:00 (Todo o estado, menos região de Chapecó)
- 2ª rodada - Avaí 3–2 Criciúma - 25 de janeiro (Qua) - 22:00 (Todo o estado, menos região de Florianópolis)
- 3ª rodada - Joinville 2–2 Figueirense - 29 de janeiro (Dom) - 17:00 (Todo o estado, menos região de Joinville)
- 4ª rodada - Brusque 0–1 Avaí - 1º de fevereiro(Qua) - 22:00 (Todo o estado, menos região de Blumenau)
- 5ª rodada - Chapecoense 3–1 Figueirense - 5 de fevereiro(Dom) - 17:00 (Todo o estado, menos região de Chapecó)
- 6ª rodada - Figueirense 5–4 Criciúma - 8 de fevereiro (Qua) - 22:00 (Todo o estado, menos região de Florianópolis)
- 7ª rodada - Criciúma 2–2 Joinville - 12 de fevereiro(Dom) - 17:00 (Todo o estado, menos região de Criciúma)
- 8ª rodada - Joinville 3–0 Avaí - 22 de fevereiro (Qua) - 22:00 (Regiões de Florianópolis, Criciúma e Blumenau)
- 8ª rodada - Atlético de Ibirama 2–2 Chapecoense - 22 de fevereiro (Qua) - 22:00 (Regiões de Chapecó, Lages e Joinville)
- 9ª rodada - Camboriú 1–5 Figueirense - 26 de fevereiro(Dom) - 17:00 (Regiões de Florianópolis, Criciúma e Joinville)
- 9ª rodada - Criciúma 1–1 Chapecoense - 26 de fevereiro (Dom) - 17:00 (Regiões de Chapecó, Lages e Blumenau)

#### 2º Turno
- 1ª rodada - Marcílio Dias 0–4 Figueirense - 29 de fevereiro (Qua) - 22:00 (Todo o estado, menos região de Blumenau)
- 2ª rodada - Criciúma 0–2 Avaí - 4 de março (dom) - 16:00 (Todo o estado, menos região de Criciúma)
- 3ª rodada - Figueirense 3–3 Joinville - 11 de março (Dom) - 16:00 (Todo o estado, menos região de Florianópolis)
- 4ª rodada - Metropolitano 0–4 Figueirense - 18 de março (Dom) - 16:00 (Todo o estado, menos região de Blumenau)
- 5ª rodada - Joinville 2–1 Metropolitano - 25 de março (Dom) - 16:00 (Todo o estado, menos região de Joinville)
- 6ª rodada - Criciúma 2–0 Figueirense - 28 de março (Qua) - 22:00 (Todo o estado, menos região de Criciúma)
- 7ª rodada - Joinville 3–0 Criciúma - 1º de abril (Dom) - 16:00 (Todo o estado, menos região de Joinville)
- 8ª rodada - Avaí 1–0 Joinville - 8 de abril (Dom) - 16:00 (Todo o estado, menos região de Florianópolis)
- 9ª rodada - Metropolitano 2–5 Avaí - 15 de abril (Dom) - 16:00 (Regiões de Florianópolis, Chapecó, Lages e Joinville)
- 9ª rodada - Chapecoense 3–1 Criciúma - 15 de abril (Dom) - 16:00 (Regiões de Criciúma e Blumenau)

#### Semifinais
- Ida - Joinville 1–1 Figueirense - 22 de abril(Dom) - 16:00 (Todo o estado, menos região de Joinville)
- Volta - Chapecoense 1–2 Avaí - 29 de abril (Dom) - 16:00 (Todo o estado, menos região de Chapecó)

#### Final
- Ida - Avaí 3–0 Figueirense - 6 de maio (Dom) - 16:00 (Todo o estado)
- Volta - Figueirense 1–2 Avaí - 13 de maio (Dom) - 16:00 (Todo o estado)

#### Transmissões fora de casa por time
| Clube         | Turno | Returno | Turno + Returno | Total (incluindo mata-mata) |
| ------------- | ----- | ------- | --------------- | --------------------------- |
| Figueirense   | 3     | 3       | 6               | 8                           |
| Avaí          | 3     | 2       | 5               | 7                           |
| Criciúma      | 2     | 2       | 4               | 4                           |
| Joinville     | 1     | 2       | 3               | 3                           |
| Chapecoense   | 2     | 0       | 2               | 2                           |
| Metropolitano | 0     | 1       | 1               | 1                           |

### Jogos transmitidos pelo Premiere FC
O Premiere FC transmitiu praticamente todas as partidas de Avaí, Criciúma, Figueirense e Joinville.

## Troféus

### Troféu Definitivo
Na edição de 2012, a empresa Unicred adquiriu o nome da Taça, sendo assim, a Federação batizou o troféu que será entregue ao campeão (de posse definitiva) de "Taça Unicred".

### Troféu Dr. Aderbal Ramos da Silva
Desde 2011, a Federação Catarinense de Futebol oferta o Troféu Transitório Dr. Aderbal Ramos da Silva, em homenagem ao patrono e presidente da Federação entre 1939 e 1946. O troféu, que consiste no busto da pessoa homenageada, é ofertado de posse transitória a todos os campeões do certame desde 2011.
O troféu será entregue de forma definitiva a equipe que conquistar o Campeonato Catarinense (contando as conquistas de 2011 até hoje) por três vezes consecutivas ou cinco vezes alternadas.

#### Vencedores anteriores do Troféu Dr. Aderbal Ramos da Silva
- 2011 - Chapecoense